# إستر جنغريس
إستر جنغريس (بالإنجليزية: Esther Jungreis) (و. 1936 – 2016 م) هي حاخامة من الولايات المتحدة، والمجر، ولدت في سيجد، توفيت في بروكلين، عن عمر يناهز 80 عاماً، بسبب ذات الرئة.